# Les Plaisirs de Versailles
Les plaisirs de Versailles H.480 (česky Potěšení z Versailles) je krátká francouzská opera (divertissement) od Marc-Antoine Charpentiera, vytvořená pro provedení v rámci nové dvorské zábavy, známé jako les appartements du roi (česky královské recepce), které uvedl král Ludvík XIV. v roce 1682; Charpentier v té době působil jako skladatel králova syna Ludvíka, velkého Dauphina. Libretista je neznámý.
Opera měla premiéru v roce 1682 na zámku ve Versailles.

## Osoby a charakteristika

### Osoby
- La Musique (Hudba), soprán
- La Conversation (Konverzace), mezzosoprán
- Le Jeu (Hra), kontratenor
- Comus (řecký bůh veselí, zábav a nočního koketování), baryton
- Un Plaisir (Potěšení), tenor

- Sbor

### Charakteristika a první představení
Většina postav reprezentuje potěšení z Versailles. Alegoricky představuje toto potěšení i bůh Comus, protože potěšení z Versailles představovala i přítomnost veselí a zábav, včetně nočního koketování.
Přesně datum premiéry není známo, ale během něj měl Charpentier sám zpívat roli Hry (Le Jeu). Celá opera sestává pouze z jednoho dějství, rozděleného na čtyři scény (schází i pro toto období typický prolog).

## Děj
La Musique zpívá (árie Que tout cède aux douceurs de mes accords charmants a sbor Mortels, Dieux, révérez le divine harmonie!), dokud není přerušena la Conversation a jejím blábolením (árie Rare fille du ciel, ne m'appréhendez pas!). La Conversation řečmi otravuje La Musique, která ji následně posílá pryč (Sortons ! On blâmera mon peu de politique...).
Přichází Comus a snaží se ty dvě smířit tím, že jim nabízí čokoládu, víno a cukrovinky. Le Jeu navrhne, aby se věnovali spíše hazardním hrám, ale la Musique chce jen zpívat a la Conversation chce zase jen popíjet čokoládu.
Nakonec se la Musique s la Conversation dohodnou, že se přenesou přes své spory, aby pomohly králi Ludvíkovi k odpočinku, který si chce dopřát po vítězstvích ve válkách (La Musique: Si Louis en a ri, Je me tiens trop heureuse.)

## Nahrávky
- Les Plaisirs de Versailles H.480 (s Les Stances du Cid H.457 - H.459 a Amor vince ogni cosa H.492) Sophie Daneman, Katalin Karolyi, Steve Dugardin, Jean-François Gardeil, François Piolino, Patricia Petibon, Monique Zanetti, Fernand Bernadi, soubor Les Arts Florissants, dirigent William Christie (Erato, 1996)
- Les Plaisirs de Versailles H.480, Idylle sur le retour de la santé du Roi H.489, Sonate à 8 H.548, Les Folies Françoises, Patrick Cohen-Akenine. Director, Olivier Simonet, DVD Armide Classics / Vox Lucida ARM 003, 2004.
- Les Plaisirs de Versailles H.480 (with Les Arts Florissants H.487), Teresa Wakim, Jesse Blumberg, Virginia Warnken, Boston early Music Festival Vocal & Chamber Ensembles, Paul O’Dette, Stephen Stubbs, CD (CPO, 2019).